# Miran Srebrnič
Miran Srebrnič, slovenski nogometaš in trener, * 8. januar 1970.
Srebrnič je svojo celotno člansko kariero igral za Gorico v prvi slovenski ligi, skupno je med letoma 1993 in 2007 odigral 400 prvenstvenih tekem in dosegel 34 golov. Leta 2011 je postal glavni trener Gorice, ki jo je vodil do leta 2018. Devetega aprila 2019 je prevzel FC Koper. 
Za slovensko reprezentanco je med letoma 1996 in 1998 odigral šest uradnih tekem.